# Pseudolangrayen d'Afrique
Vous lisez un « bon article » labellisé en 2012.
Pseudochelidon eurystomina · Pseudolangrayen de rivière
Espèce
Statut de conservation UICN

 DD  : Données insuffisantes
Le Pseudolangrayen d'Afrique (Pseudochelidon eurystomina), aussi appelé Pseudolangrayen de rivière, est l'une des deux espèces du genre Pseudochelidon, appartenant à la famille des Hirundinidae. C'est un oiseau de taille moyenne, au plumage principalement noir, avec des yeux rouges, un grand bec rouge-orange et une queue carrée. Ses importantes différences morphologiques avec la plupart des autres membres de sa famille, comme ses pattes robustes et son gros bec, font qu'il est placé avec le Pseudolangrayen d'Asie dans une sous-famille distincte, celle des Pseudochelidoninae.
Il se reproduit le long du fleuve Congo et de son affluent, l'Oubangui, en République démocratique du Congo. Il niche dans des terriers creusés dans les bancs de sable, et semble être assez commun au sein de son aire de répartition restreinte, même si la population locale le capture en grand nombre pour s'en alimenter. Il est migrateur, hivernant dans une région de savane côtière dans le sud du Gabon et de la République du Congo. De nombreux oiseaux restent pour se reproduire dans les zones d'hivernage. Ce pseudolangrayen se nourrit d'insectes attrapés en l'air mais marche fréquemment au sol, plutôt que de se percher dans les arbres. En raison d'un manque d'informations détaillées sur ses effectifs, cette espèce est classée en « données insuffisantes » par l'Union internationale pour la conservation de la nature.

## Description

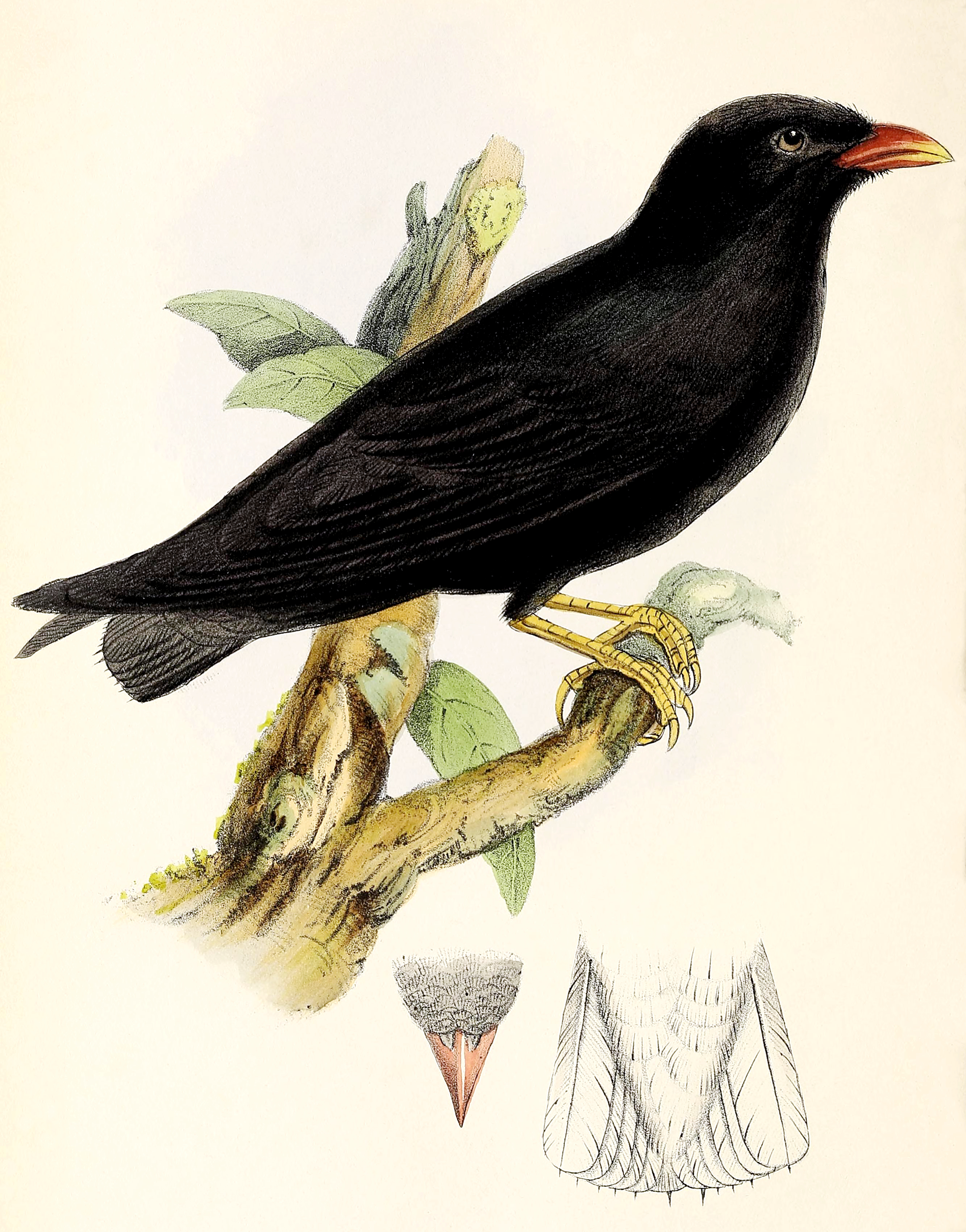
Dessin d'un Pseudolangrayen d'Afrique, issu d'un article de Gustav Hartlaub dans Ibis d'octobre 1861.

Le Pseudolangrayen d'Afrique mesure en moyenne 14 cm de long. L'adulte présente un plumage principalement noir, avec des reflets bleu-vert sur la tête, devenant distinctement verts sur le dos et les couvertures alaires. Les parties inférieures, à l'exception des sous-alaires brunes, sont noir-violet, et les rémiges sont noires. La queue est carrée et la nervure centrale des rectrices dépasse légèrement de la plume, vers l'arrière. Les yeux sont rouges, entourés de cercles oculaires roses, et le large bec est orange-rouge. Les grandes pattes sont brunes. Il n'y a pas de dimorphisme sexuel, mâles et femelles sont donc semblables mais les jeunes sont plus ternes et ont la tête d’un brun soyeux. La mue vers le plumage d'adulte se déroule dans les aires d'hivernage et est en grande partie terminée en octobre.

## Écologie et comportement

### Chant et locomotion
Le cri est un court tchi tchi, ou un appel similaire, et les oiseaux en volées crient tous ensemble, produisant un tchir-tchir-tchir. Cet oiseau est très bruyant au cours de sa migration, émettant des cris discordants semblables à ceux des mouettes. Le vol est puissant et rapide, entrecoupé de glisses. Le Pseudolangrayen d'Afrique ne se perche que rarement dans les zones de reproduction mais marche plutôt au sol ; en revanche les oiseaux se perchent régulièrement sur les cimes des arbres, sur les fils ou les toits dans leurs quartiers d'hiver. Les couples volent parfois ensemble, et présentent quelques comportements particuliers en vol ou au sol, mais les rôles de ceux-ci ne sont pas compris.

### Alimentation
Le Pseudolangrayen d'Afrique se nourrit en groupe, au-dessus des rivières et des forêts, souvent loin de l'eau. Il consomme des insectes en vol, et attrape principalement des fourmis volantes.

### Reproduction
La saison de reproduction dure de décembre à avril, quand le niveau des rivières est bas. Le Pseudolangrayen d'Afrique se reproduit en grandes colonies pouvant compter jusqu'à 800 oiseaux, chaque couple creusant un tunnel d'un à deux mètres de long dans les bancs de sable. Ces colonies peuvent parfois accueillir d'autres espèces d'oiseaux, par exemple le Guêpier gris-rose (Merops malimbicus) sur certains sites de nidification du Gabon. Une chambre est aménagée au bout du tunnel, seulement garnie de quelques brindilles et de feuilles qui font office de nid, sur lesquelles la femelle pond deux à quatre œufs blancs, sans taches. Les œufs mesurent 21,9 à 26,0 × 16,4 à 18,2 mm. La durée d'incubation et l'âge de l'envol des jeunes ne sont pas connus, mais on pense que les deux parents s'occupent des oisillons.

## Habitat et répartition

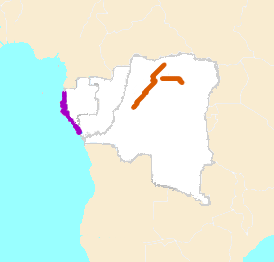
Carte de répartition de l'espèce.
Zone de reproduction en République démocratique du Congo
Résident à l'année au Gabon et en République du Congo

Le Pseudolangrayen d'Afrique se reproduit le long du fleuve Congo et de son affluent l'Oubangui en République démocratique du Congo, soit sur une superficie estimée à 47 000 km2. L'habitat des zones de reproduction se compose de rivières boisées, comptant des îles pourvues de bancs de sable dans lesquels l'oiseau creuse son terrier.
Le Pseudolangrayen d'Afrique est migrateur, hivernant dans les régions de savane côtière du sud du Gabon et de la République du Congo ; de nombreux individus y restent alors pour nicher dans ces mêmes zones d'hivernage,,. En dehors de la saison de reproduction, cet oiseau utilise des roselières ou les ripisylves comme dortoir.

## Taxinomie et systématique

Schéma d'un Pseudolangrayen d'Asie.

Le médecin et zoologiste allemand Gustav Hartlaub décrit le Pseudolangrayen d'Afrique au XIXe siècle, d'après un spécimen gabonais. Il le pense intermédiaire aux hirondelles (Hirundinidae) et aux rolles et rolliers (Coraciidae), et le rapproche de ces derniers. Plus tard l'espèce est placée dans sa propre famille ou avec les langrayens (Artamidae). L'étude de l'anatomie de l'espèce par Percy Lowe en 1938 révèle que l'espèce est plus proche des hirondelles, mais suffisamment différente pour être placée dans une sous-famille distincte, celle des Pseudochelidoninae,. Le nom du genre Pseudochelidon vient du préfixe grec ψευδο (pseudo) pour « faux » et de χελιδον (chelidôn) signifiant « hirondelle », et le nom de l'espèce eurystomina reflète la ressemblance superficielle de l'oiseau avec les rolles, du genre Eurystomus.
Le seul autre membre de la sous-famille est le Pseudolangrayen d'Asie (Pseudochelidon sirintarae), connu seulement dans un site en Thaïlande et peut-être éteint. Ces deux espèces possèdent un certain nombre de traits qui les distinguent des autres hirondelles, comme leurs pattes robustes, leur gros bec, leur large syrinx et une structure bronchique différente. Les études génétiques ont confirmé que les pseudolangrayens forment un clade distinct des hirondelles typiques de la sous-famille des Hirundininae. Le Pseudolangrayen d'Afrique ne compte aucune sous-espèce,.
Les deux espèces de pseudolangrayens sont en quelque sorte intermédiaires entre les hirondelles typiques et les autres passereaux. L'importance de leurs différences avec les autres hirondelles et la séparation géographique étendue des deux espèces de pseudolangrayens suggèrent qu'ils sont des populations reliques d'un groupe d'espèces ayant divergé de la lignée principale des hirondelles au début de l'histoire évolutive de ce groupe, et ils pourraient être les plus « primitifs » des Hirunidinidae. À l'instar d'autres espèces ayant divergé tôt parmi les autres hirondelles, ils nichent dans des terriers, quand d'autres utilisent des trous ou construisent leur propre nid en boue.

## Menaces et conservation

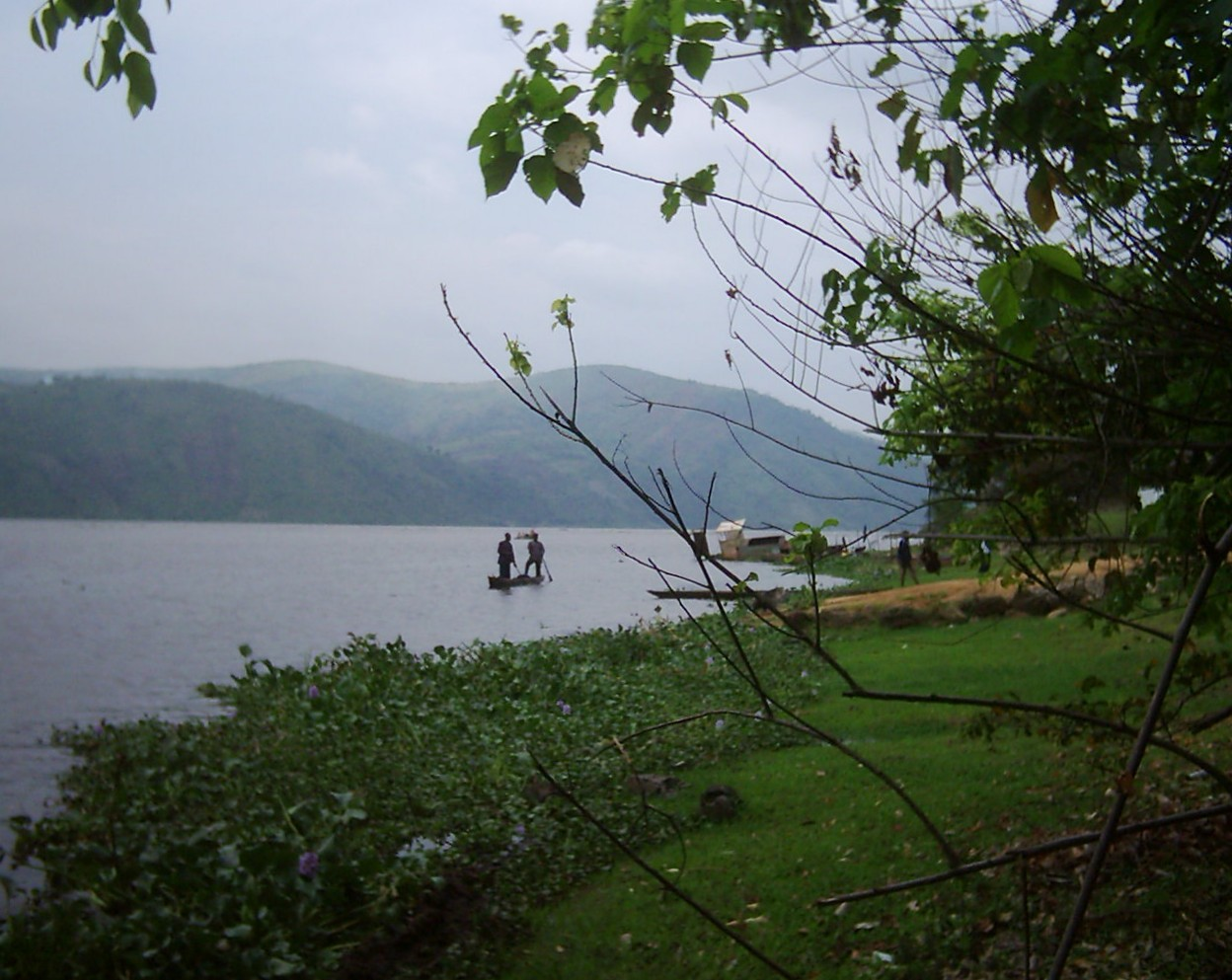
Le fleuve Congo, vers Maluku.

Dans les années 1950, l'espèce était capturée et consommée en grandes quantités en République démocratique du Congo par la population locale, et cette pratique pourrait être en hausse. Les colonies en reproduction dans les bancs de sable des rivières peuvent être les victimes d'inondations. La population totale du Pseudolangrayen d'Afrique est inconnue. Dans les années 1980, il semblait être localement commun, et était observé en grand nombre en migration au Gabon. Son statut est cependant particulièrement mal connu en République démocratique du Congo, et on ne sait pas s'il y a une relation entre les oiseaux nicheurs de ce pays et ceux des zones côtières du Gabon et du Congo. Plusieurs centaines d'oiseaux ont également été observés dans le parc national de Conkouati-Douli en 1996. Un groupe de 15 000 oiseaux a été vu en 1997, et une volée mixte avec des Guêpiers gris-rose a été estimée à 100 000 individus en septembre 2005 à Loango. Des milliers d'oiseaux nichaient dans les prairies à l'est de Gamba en 2005. L'espèce est fréquemment attrapée, et son aire de répartition est estimée à 174 000 km2. Néanmoins, en raison de l'absence d'informations détaillées sur les mouvements de ces oiseaux, l'espèce est classée par l'Union internationale pour la conservation de la nature comme en « données insuffisantes » (DD). Les populations semblent tout de même en déclin.